# Bramall Lane
Bramall Lane – stadion piłkarski znajdujący się w mieście Sheffield w Wielkiej Brytanii. Został oddany do użytku w 1862. Od 1889 swoje mecze na tym obiekcie rozgrywa Sheffield United F.C. Jego pojemność wynosi 32 069 miejsc. Rekordową frekwencję, wynoszącą 68 287 osób, odnotowano w 1936 podczas meczu ligowego pomiędzy zespołem gospodarzy a Leeds United.